# Ferdinand Ulrich
Pour les articles homonymes, voir Ulrich.
Ferdinand Ulrich (né le 23 février 1931, mort le 11 février 2020) est un philosophe catholique allemand qui a eu sur la pensée du théologien suisse Hans Urs von Balthasar une influence métaphysique majeure sur la dernière partie de son œuvre. Ce penseur, professeur émérite de l'Université de Ratisbonne, s'est fait connaître par son ouvrage de 1961 Homo Abyssus. Das Wagnis der Seinsfrage (Homo abyssus. L'aventure de la question de l'être) et a développé par la suite une œuvre importante publiée essentiellement chez Johannes Verlag (Einsiedeln). 

## Œuvres principales
Édition progressive des œuvres aux Éditions Johannes Verlag Einsiedeln (cinq volumes parus)
- I : Homo abyssus. Das Wagnis der Seinsfrage. Johannes Verlag, Einsiedeln, 2e éd., 1998. 463 p. (Horizonte; 8)  (ISBN 3-89411-284-0)
- II : Leben in der Einheit von Leben und Tod. Einsiedeln, 1999  (ISBN 3-89411-358-8)
- III : Erzählter Sinn. Ontologie der Selbstwerdung in der Bilderwelt des Märchens. Einsiedeln, 2e éd., 2002. (ISBN 3-89411-362-6)
- IV : Logo-tokos. Der Mensch und das Wort. Einsiedeln 2003.  (ISBN 3-89411-383-9)
- V : Gabe und Vergebung. Ein Beitrag zur biblischen Ontologie. Einsiedeln, 2006  (ISBN 3-89411-392-8)

Autres :
- Gegenwart der Freiheit. Einsiedeln : Johannes Verlag, 1974, 209 p.  (ISBN 3-265-10154-1) (Sammlung Horizonte; N.F. 8), 1974
- Der Mensch als Anfang: zur philosophischen Anthropologie der Kindheit. Johannes Verlag, Einsiedeln, 1970, 159 p. (Kriterien ; 16)